# Lihaz
Lihaz (arabisch لحاظ, DMG Liḥāẓ, geb. im 13. Jahrhundert; gest. im 13. oder 14. Jahrhundert) war eine Sängersklavin, die während der Endphase des Abbasiden-Kalifates in Bagdad lebte.

## Leben
Lihaz lebte zur Zeit des letzten Bagdader Abbasiden-Kalifen Al-Musta'sim bi-'llah (1212–1258). Sie war eine Schülerin von Safi al-Din al-Urmawi, einem bekannten Musiker und Musiktheoretiker am Hofe von al-Musta'sim bi-'llah, nach dem Fall Bagdads beim mongolischen Ilchaniden-Herrscher Hülegü (ca. 1217–1265). Lihaz selbst war regelmäßige Teilnehmerin beim Sänger-Madschlis von al-Musta'sim bi-'llah.

## Rezeption
In der klassisch-arabischen Literatur wird sie in Ibn Fadlallah al-Umaris (1301–1349) Hauptwerk, dem Lexikon Masālik al-abṣār fī mamālik al-amṣār in seinem Kapitel über bekannte Sängersklavinnen erwähnt.

## Wissenswertes
Der Name Lihaz bedeutet Augenwinkel.

### Arabische Primärquellen
- Ibn Fadlallah al-Umari (1301–1349): Masālik al-abṣār fī mamālik al-amṣār. Ins Deutsche übersetzt von Yasemin Gökpinar: Der ṭarab der Sängersklavinnen: Masālik al-abṣār fī mamālik al-amṣār von Ibn Faḍlallāh al-ʿUmarī (gest. 749/1349): Textkritische Edition des 10. Kapitels Ahl ʿilm al-mūsīqī mit kommentierter Übersetzung, Ergon Verlag, Baden-Baden 2021.

### Sekundärliteratur
- Yasemin Gökpinar: Der ṭarab der Sängersklavinnen: Masālik al-abṣār fī mamālik al-amṣār von Ibn Faḍlallāh al-ʿUmarī (gest. 749/1349): Textkritische Edition des 10. Kapitels Ahl ʿilm al-mūsīqī mit kommentierter Übersetzung, Ergon Verlag, Baden-Baden 2021.